# Autocontrol
|  | Aquest article tracta sobre la capacitat psicològica. Si cerqueu l'autoregulació en l'activitat industrial i comercial, vegeu «autoregulació». |

L'autocontrol o l'autoregulació en psicologia humana és l'aptitud de controlar els impulsos d'expressar sentiments, emocions i opinions per tal d'adaptar-se al context social i les regles formals i informals. També comprèn la capacitat a dir no a una satisfacció a curt termini per a realitzar un objectiu a llarg termini.
Sense la capacitat de regular els propis impulsos, molt comportament dirigit a atènyer un objectiu seria impossible. Un nivell sa d'autocontrol és un factor crucial per conduir una vida feliç, saludable i productiva indispensable per funcionar en la societat. L'equilibri entre expressió (cedir a un impuls) i supressió (no cedir) és subtil: massa control pot crear persones rígides i frustrades, massa poc control pot conduir comportaments que meten en perill un mateix o altri. Sacrificar uns plaers per atènyer un objectiu llunyà (per exemple la carrera professional, la vida eterna, una casa propia…) pot ser una frustració dolorosa quan amb el temps la persona s'adona que el sacrifici no ha servit per a res o que l'objectiu era massa ambiciós.
Les regles formals i informals no són absolutes: depenen del context històric i social, de l'edat de la persona, dels costums del grup, de la situació particular. A més, canvien amb el temps. L'educació ensenya a la canalla com descodificar el context per poder jutjar quin comportament s'ha de controlar en quin context. Un autocontrol ben desenvolupat és particularment important en el control d'impulsos agressius, addiccions o avaluació d'un risc.
L'autocontrol, o la pèrdua de l'autocontrol, és influenciat per molts factors: medicaments, drogues, salut general, cansament, personalitat, degeneració cerebral, edat, intel·ligència, trastorns psicològics, comportament dels altres… No és una qüestió senzilla de «força de voluntat», és un fenomen complex al qual interactuen factors psicològics, genètics, (neuro)fisiològics i socials.
Segons certes teories, l'autocontrol ha de menester esforç i com qualsevol esforç, engendra fatiga. Aquest model força/fatiga seria complex i com en l'esforç esportiu intel·lectual, factors com motivació, exhortació, exercici hi tindrien un paper. Hi ha una hipòtesi segons la qual la fatiga, sigui muscular o d'autocontrol, seria un problema d'esgotament de glucosa o glicogen. Però la recerca ha mostrat que el model metafòric del dipòsit buit que n'hi ha prou d'omplir és massa simplista. Ja el 1900 el psicòleg Edward Thorndike va ser un dels primers per descriure la ment com una bateria recarregable i un segle després encara no s'ha pogut provar aquesta hipòtesi. Però aquesta teoria respon al sentiment subjectiu de l'humà que a certs moments se sent, «com si» el dipòsit fos buit.